# Dangerous (Film)
Dangerous ist ein US-amerikanisches Filmdrama von Alfred E. Green aus dem Jahr 1935. Das Drehbuch basiert auf dem Theaterstück Hard Luck Dame von Laird Doyle. Bette Davis gewann für ihre Darstellung der Joyce Heath ihren ersten Academy Award.

## Handlung
Don Bellows ist ein prominenter, erfolgreicher Architekt in New York und verlobt mit der schönen und wohlhabenden Gail Armitage. Eines Tages trifft er auf Joyce Heath, die einst als vielversprechendste Jungschauspielerin am Broadway gehandelt wurde. Don fühlt sich Joyce verbunden, da einer ihrer früheren Auftritte ihn dazu inspirierte, Architekt zu werden.
Während Don versucht, Joyce wieder im Showgeschäft zu etablieren, verliebt er sich in sie. Joyce warnt ihn daraufhin, dass sie verflucht sei und alles und jedem schadet, der mit ihr zu tun hat. Davon ungeachtet, löst Don seine Verlobung mit Gail und riskiert sein Vermögen, damit Joyce wieder in einer Broadway-Show auftreten kann. Einen Tag vor der Premiere fragt er sie, ob sie ihn heiraten will, doch Joyce weicht aus und verschweigt die Tatsache, dass sie bereits mit dem liebevollen, aber verarmten, Gordon Heath verheiratet ist.
Joyce bittet Gordon, sich scheiden zu lassen. Als er ablehnt, verursacht Joyce einen Autounfall, der Gordon für den Rest seines Lebens zum Krüppel macht. Joyce eigene Verletzungen verhindern aber zeitgleich ein Auftritt in der Show am Abend. Don ist ruiniert, und als er herausfindet, dass Joyce ihn die ganze Zeit getäuscht hat, beschuldigt er sie, eine vollends egoistische Frau zu sein, was der einzige Fluch sei, der auf ihr laste.
Joyce plant daraufhin, sich umzubringen, doch schließlich begreift sie den wahren Kern in Dons Aussage. Sie tritt danach doch noch in der Broadway-Produktion auf und bestärkt Don darin, zu Gail zurückzukehren und sie zu heiraten, obwohl sie ihn eigentlich wirklich liebt. Die Show wird letztlich ein voller Erfolg, und anschließend besucht Joyce Gordon, um ihre Ehe zu retten.

## Hintergrund
Bette Davis wollte den Film ursprünglich gar nicht drehen, aber der Produktionschef von Warner Brothers Hal B. Wallis überzeugte sie schließlich. Als Co-Star für Davis wurde extra Franchot Tone von MGM ausgeliehen. Davis fühlte sich von Tone sofort angezogen, obwohl dieser zu dieser Zeit bereits mit Joan Crawford verlobt war. Crawford soll von der Liaison zwischen den beiden gewusst haben, hat die Verlobung aber trotzdem nicht gelöst. Einige Biographen vermuten heute, dass dies die Ursache für die jahrzehntelange Fehde zwischen den beiden Schauspielerinnen war.
1941 gab es eine Neuverfilmung des Films unter dem Titel Singapore Women mit Brenda Marshall in der Hauptrolle. Zufälligerweise wurden dabei Kulissen von Das Geheimnis von Malampur (1940) verwendet, in dem Bette Davis ebenfalls mitwirkte.
Davis, die für ihre Darstellung den Oscar gewann, betrachtete die Auszeichnung stets als einen Trostpreis, da sie ein Jahr zuvor keinen Oscar für Of Human Bondage erhielt. 2002 kaufte Steven Spielberg anonym ihre Trophäe auf, um sie anschließend der Academy of Motion Picture Arts and Sciences zurückzugeben. Die Statue ist heute ein Ausstellungsstück der Restaurantkette Planet Hollywood.